# Валиев, Загид Ибрагимович
Загид Ибрагимович Валиев (3 июня 1951) — киргизский футбольный тренер. Заслуженный тренер КР.

## Карьера
Окончил школу в с. Шамалды-Сай и Киргизский государственный институт физической культуры (Фрунзе).
О выступлениях в качестве футболиста сведений нет[уточнить].
Много лет работал в Бишкеке детско-юношеским тренером по футболу, среди его воспитанников — игроки национальной сборной Кыргызстана, в том числе Максим Агапов, Роман Аблакимов.
Возглавлял юношеские сборные Кыргызстана разных возрастов. В 2003 году — главный тренер олимпийской сборной Кыргызстана, в отборе на Олимпиаду 2004 года команда дважды уступила сверстникам из Бахрейна (1:2, 1:5). В 2005 году — тренер юношеской (до 19 лет) сборной страны. Также в 2005 году возглавлял молодёжную сборную Кыргызстана, игравшую в высшей лиге на правах клуба.
В 2010 году возглавлял клуб высшей лиги Кыргызстана «Шер» (Бишкек), команда заняла пятое место среди шести участников.
В 2010-е годы работал детским тренером в школе «Дордоя», тренировал команду 1999 года рождения, неоднократно приводил её к победам и призовым местам в разных соревнованиях, позднее тренировал команду 2008 г.р.. Также преподавал на тренерских курсах.